# Auxanommatidia
Auxanommatidia är ett släkte av tvåvingar. Auxanommatidia ingår i familjen puckelflugor.
Kladogram enligt Catalogue of Life:
| Auxanommatidia | \| \| Auxanommatidia abbreviata \| \| \| \| \| \| Auxanommatidia californica \| \| \| \| \| \| Auxanommatidia hardicki \| \| \| \| \| \| Auxanommatidia intermedia \| \| \| \| \| \| Auxanommatidia myrmecophila \| \| \| \| \| \| Auxanommatidia pilifemur \| \| \| \| \| \| Auxanommatidia simplex \| \| \| \| \| \| Auxanommatidia variegata \| \| \| \| |
|                | \| \| Auxanommatidia abbreviata \| \| \| \| \| \| Auxanommatidia californica \| \| \| \| \| \| Auxanommatidia hardicki \| \| \| \| \| \| Auxanommatidia intermedia \| \| \| \| \| \| Auxanommatidia myrmecophila \| \| \| \| \| \| Auxanommatidia pilifemur \| \| \| \| \| \| Auxanommatidia simplex \| \| \| \| \| \| Auxanommatidia variegata \| \| \| \| |
|                | Auxanommatidia abbreviata |
|                | |
|                | Auxanommatidia californica |
|                | |
|                | Auxanommatidia hardicki |
|                | |
|                | Auxanommatidia intermedia |
|                | |
|                | Auxanommatidia myrmecophila |
|                | |
|                | Auxanommatidia pilifemur |
|                | |
|                | Auxanommatidia simplex |
|                | |
|                | Auxanommatidia variegata |
|                | |